# Bangui M’Poko International Airport

i8
i11
i13
Der Flughafen Bangui (englisch Bangui M’Poko International Airport, IATA-Code: BGF, ICAO-Code: FEFF) ist der internationale Flughafen von Bangui in der Zentralafrikanischen Republik.

## Lage
Der Flughafen liegt etwa sechs Kilometer nordwestlich des Stadtzentrums von Bangui, der Hauptstadt der Zentralafrikanischen Republik, entfernt.

## Geschichte
Schon 1926 wurde ein Flugfeld in Bangui genutzt, das jedoch seinen Zweck nicht erfüllte. So wurde ganz in der Nähe ein erster Flugplatz gebaut, der 1930 in Betrieb genommen wurde. Die längere der beiden fast rechtwinklig zueinander verlaufenden Start- und Landebahnen wurde 1948 auf 1600 m Länge ausgebaut, bestand aus Laterit und ist heute die Avenue des Martyrs, etwa 4 km nordwestlich des Stadtzentrums. Dieser Flugplatz war jedoch auch nicht besonders gut geeignet, da er zu nah an den Hügeln der Stadt gebaut war, was den Betrieb gefährlich machte. Außerdem zerschnitt das Flugplatzgelände die Stadt, sodass die Wege von den Wohngebieten westlich des Flugplatzes in die Stadt sehr weit waren. Außerdem hatte der Flugplatz Bangui an Bedeutung gewonnen, konnte jedoch nicht mehr weiter ausgebaut werden, weil er rundherum von bebautem Gelände umgeben war. Daher gab es ab den 1940ern Pläne, einen neuen Flughafen zu bauen. Es wurden zwei Orte diskutiert, einer weiter im Osten und einer weiter nordwestlich, auf den schließlich die Wahl fiel.
Der Flughafen wurde im Juni 1967 in Betrieb genommen für eine Kapazität von 10.000 Flugpassagieren pro Jahr.
Im Jahr 2012 hatte der Flughafen etwa 120.000 Fluggäste.
Bei den Konflikten ab 2012 zwischen Forces Armées Centrafricaines, Séléka und Anti-Balaka kam dem Flughafen eine strategische Bedeutung zu und wurde von französischen Soldaten besetzt.

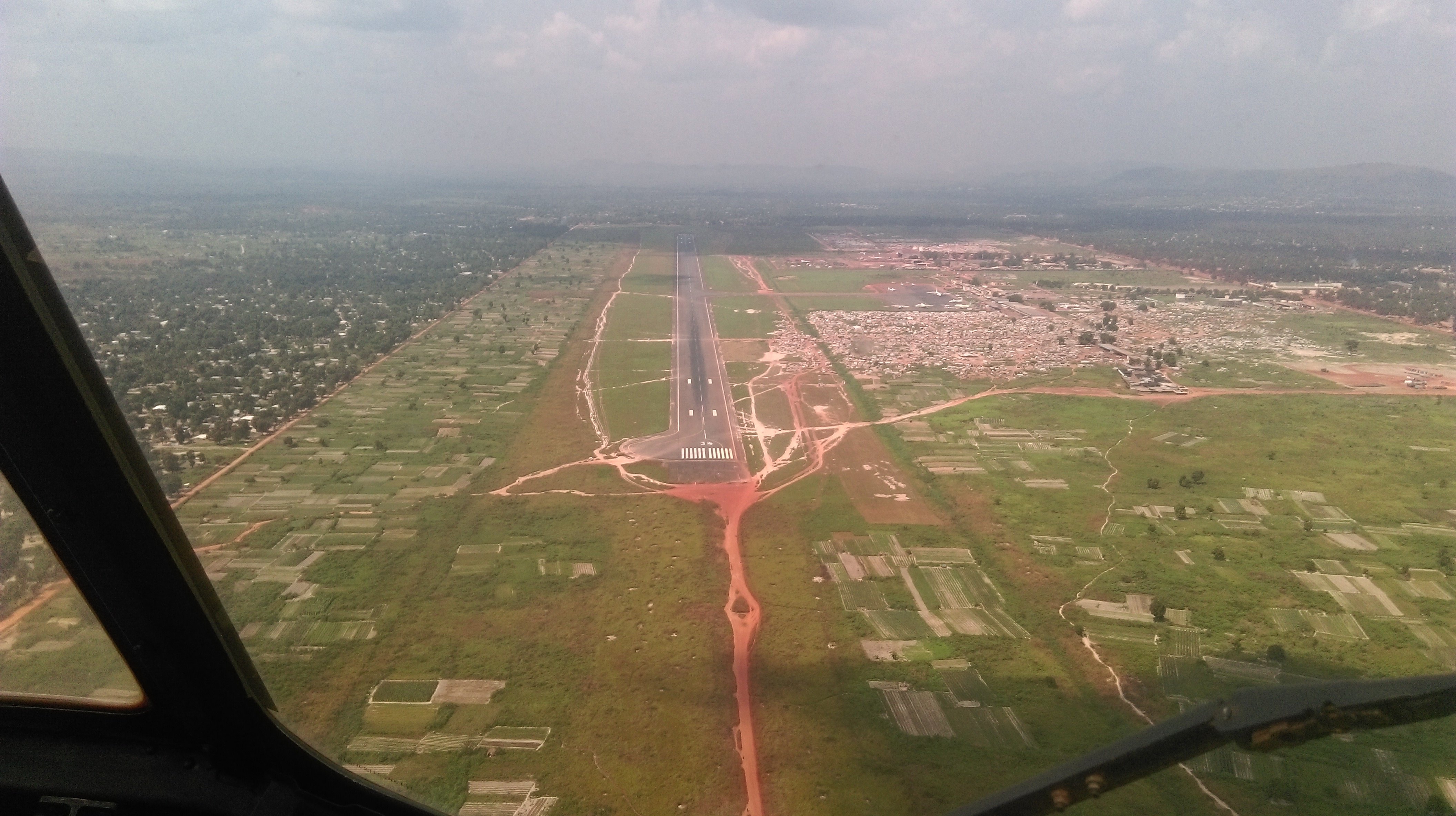
Anflug auf Landebahn 34, Flughafen Bangui

Im Mai 2014 diente die Anlage als inoffizielles Flüchtlingscamp für etwa 60.000 Vertriebene.

## Flugplatzmerkmale

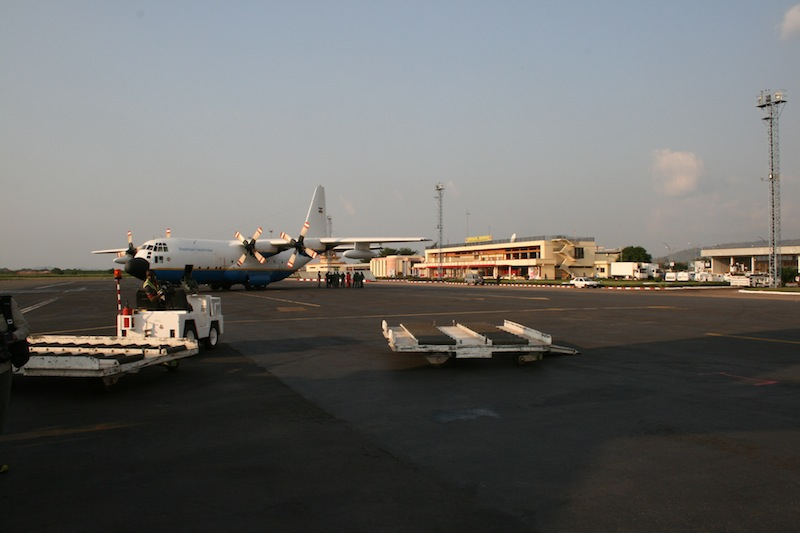
Das Vorfeld des Flughafens Bangui

Der Flughafen verfügt über verschiedene Navigationshilfen. Die Start- und Landebahn 17/35 verfügt über ein Instrumentenlandesystem (ILS), zudem gibt es ein Drehfunkfeuer (VOR) mit der Kennung: MPK. Ein Distance Measuring Equipment (DME) ist ebenfalls vorhanden.

## Zwischenfälle
- Am 1. Januar 1943 verunglückte eine Junkers Ju 52/3m der belgischen Sabena (Luftfahrzeugkennzeichen OO-AUG) 128 Kilometer vom damaligen Flughafen Bangui (Französisch-Äquatorialafrika) entfernt. Nähere Einzelheiten sind derzeit nicht verfügbar. Alle Insassen, Besatzungsmitglieder und Passagiere, überlebten den Unfall. Das Flugzeug wurde irreparabel beschädigt.[5]

- Am 8. Dezember 1950 wurde eine Douglas DC-4/C-54A der Transports Aériens Intercontinentaux (TAI) (F-BELB) vier Minuten nach dem Start vom alten Flugplatz Bangui, 16 Kilometer südlich davon in höher gelegenes Gelände geflogen. Die Maschine sollte 50 senegalesische Soldaten nach Daressalam (Tanganjika) bringen. Von den 56 Insassen kamen 46 ums Leben. Unfallursachen waren das Starten nach dem Sonnenuntergang, mangelhafte Karteninformationen, Ignorieren der topographischen Gegebenheiten, eine zu niedrig gewählte Steiggeschwindigkeit und daraus resultierend ein Controlled flight into terrain.[6][7][8]

- Am 27. April 1961 kam es an einer Curtiss C-46F-1-CU Commando der Air Cameroun (F-BESN) kurz nach dem Start vom alten Flughafen Bangui zu einem Leistungsverlust eines Triebwerks. Bei der Notlandung außerhalb des Flughafens wurde das mit 6 Tonnen Fleisch beladene Flugzeug irreparabel beschädigt. Alle vier Insassen, drei Besatzungsmitglieder und ein Passagier, überlebten den Unfall.[9]

- Am 4. Juli 2002 wurde mit einer Boeing 707-123B der ruandischen New Gomair ein gemischter Fracht- und Passagierflug im Auftrag der Prestige Airlines von N’Djamena nach Brazzaville durchgeführt. Aufgrund von technischen Problemen – das Fahrwerk ließ sich nicht einfahren – kehrte die Besatzung nach Bangui zurück, um dort eine Notlandung durchzuführen. Nach einem Flammabriss an den Triebwerken stürzte die Maschine schließlich zwei Kilometer abseits des Flughafens ab. Von den 21 Passagieren und 9 Besatzungsmitgliedern überlebten nur der Flugingenieur und eine Passagierin (siehe auch Flugunfall einer Boeing 707 der Prestige Airlines).[10]